# 库利梅
库利梅（法語：Coulimer）是法国奥恩省的一个市镇，属于莫尔塔涅欧佩什区（Mortagne-au-Perche）佩尔旺谢雷县（Pervenchères）。该市镇总面积17.19平方公里，2009年时的人口为287人。

## 人口
库利梅人口变化图示